# Lijst van voetbalinterlands Canada - Duitse Democratische Republiek
Deze lijst van voetbalinterlands is een overzicht van alle officiële voetbalwedstrijden tussen de nationale teams van Canada en de Duitse Democratische Republiek (DDR). De landen speelden drie keer tegen elkaar. De eerste ontmoeting, een vriendschappelijke wedstrijd, werd gespeeld in Frankfurt (Oder) op 9 oktober 1974. Het laatste duel, eveneens een vriendschappelijke wedstrijd, vond plaats op 31 juli 1975 in Ottawa.

## Wedstrijden
| № | Plaats           | Datum          | Competitie        | Wedstrijd                               | Uitslag |
| - | ---------------- | -------------- | ----------------- | --------------------------------------- | ------- |
| 1 | Frankfurt (Oder) | 9 oktober 1974 | Vriendschappelijk | Duitse Democratische Republiek – Canada | 2 – 0   |
| 2 | Toronto          | 29 juli 1975   | Vriendschappelijk | Canada – Duitse Democratische Republiek | 0 – 3   |
| 3 | Ottawa           | 31 juli 1975   | Vriendschappelijk | Canada – Duitse Democratische Republiek | 1 – 7   |

## Samenvatting
| Competitie        | Totaal gespeeld | Winst Canada | Gelijk | Winst DDR | Doelsaldo Canada – DDR |
| ----------------- | --------------- | ------------ | ------ | --------- | ---------------------- |
| Vriendschappelijk | 3               | 0            | 0      | 3         | 1 − 12                 |
| Totaal            | 3               | 0            | 0      | 3         | 1 − 12                 |

Wedstrijden bepaald door strafschoppen worden, in lijn met de FIFA, als een gelijkspel gerekend.

## Details

### Eerste ontmoeting
| Vriendschappelijk (Frankfurt (Oder), Duitse Democratische Republiek, 9 oktober 1974):                                                                                         |              |        |
| Duitse Democratische Republiek | 2 – 0        | Canada |
| Martin Hoffmann 18' Hans-Jürgen Dörner 90' | goals        |        |
| Georg Buschner | bondscoach   |        |
| Jürgen Croy Bernd Bransch Gerd Kische Konrad Weise Siegmar Wätzlich Wolfgang Seguin 46' Klaus Decker Jürgen Pommerenke 46' Martin Hoffmann Joachim Streich Eberhard Vogel 46' | opstellingen |        |
| Hans-Jürgen Dörner 46' Lothar Kurbjuweit 46' Gerd Schellenberg 46' | wissels      |        |

### Tweede ontmoeting
| Vriendschappelijk (Toronto, Canada, 29 juli 1975): |              | |
| Canada                                             | 0 – 3        | Duitse Democratische Republiek |
|                                                    | goals        | 11' Jürgen Sparwasser 81' Eberhard Vogel 86' Bernd Bransch |
|                                                    | bondscoach   | Georg Buschner |
|                                                    | opstellingen | Jürgen Croy Bernd Bransch 46' Gerd Kische Konrad Weise Lothar Kurbjuweit 80' Wolfgang Seguin Reinhard Lauck 60' Hans-Jürgen Kreische 58' Joachim Streich 62' Jürgen Sparwasser Martin Hoffmann |
|                                                    | wissels      | 46' Joachim Fritsche 58' Eberhard Vogel 60' Jürgen Pommerenke 62' Hans-Jürgen Riediger 80' Hans-Jürgen Dörner                                                                                  |

### Derde ontmoeting
| Vriendschappelijk (Ottawa, Canada, 31 juli 1975):                                                                                          |              | |
| Canada | 1 – 7        | Duitse Democratische Republiek |
| Carl Rose 72' | goals        | 10' Joachim Streich 28' Hans-Jürgen Riediger 37' Eberhard Vogel 48' Jürgen Pommerenke 57' Joachim Streich 59' Eberhard Vogel 84' Eberhard Vogel                                                                |
| Bill McAllister | bondscoach   | Georg Buschner |
| Jack Brand Chris Horrocks 34' Garry Ayre Ray Telford Kevin Grant Mario Santos Carl Rose Jimmy Douglas Bob Bolitho Mike Burke Chris Bennett | opstellingen | 62' Hans-Ulrich Grapenthin Hans-Jürgen Dörner Joachim Fritsche Konrad Weise 62' Lothar Kurbjuweit 62' Reinhard Lauck 46' Wolfgang Seguin Jürgen Pommerenke Joachim Streich Hans-Jürgen Riediger Eberhard Vogel |
| Robin Megraw 34' | wissels      | 46' Hans-Jürgen Kreische 62' Jürgen Croy 62' Gerd Kische 62' Bernd Bransch |
| - Debuut van doelman Hans-Ulrich Grapenthin (FC Carl Zeiss Jena) voor de DDR.                                                              |              | |